# Yapraklıpınar, İmranlı
Yapraklıpınar là một xã thuộc huyện İmranlı, tỉnh Sivas, Thổ Nhĩ Kỳ. Dân số thời điểm năm 2011 là 6 người.